# Cambouis
Le cambouis est une huile ou une graisse, oxydée et noircie par le frottement des organes d'une machine.

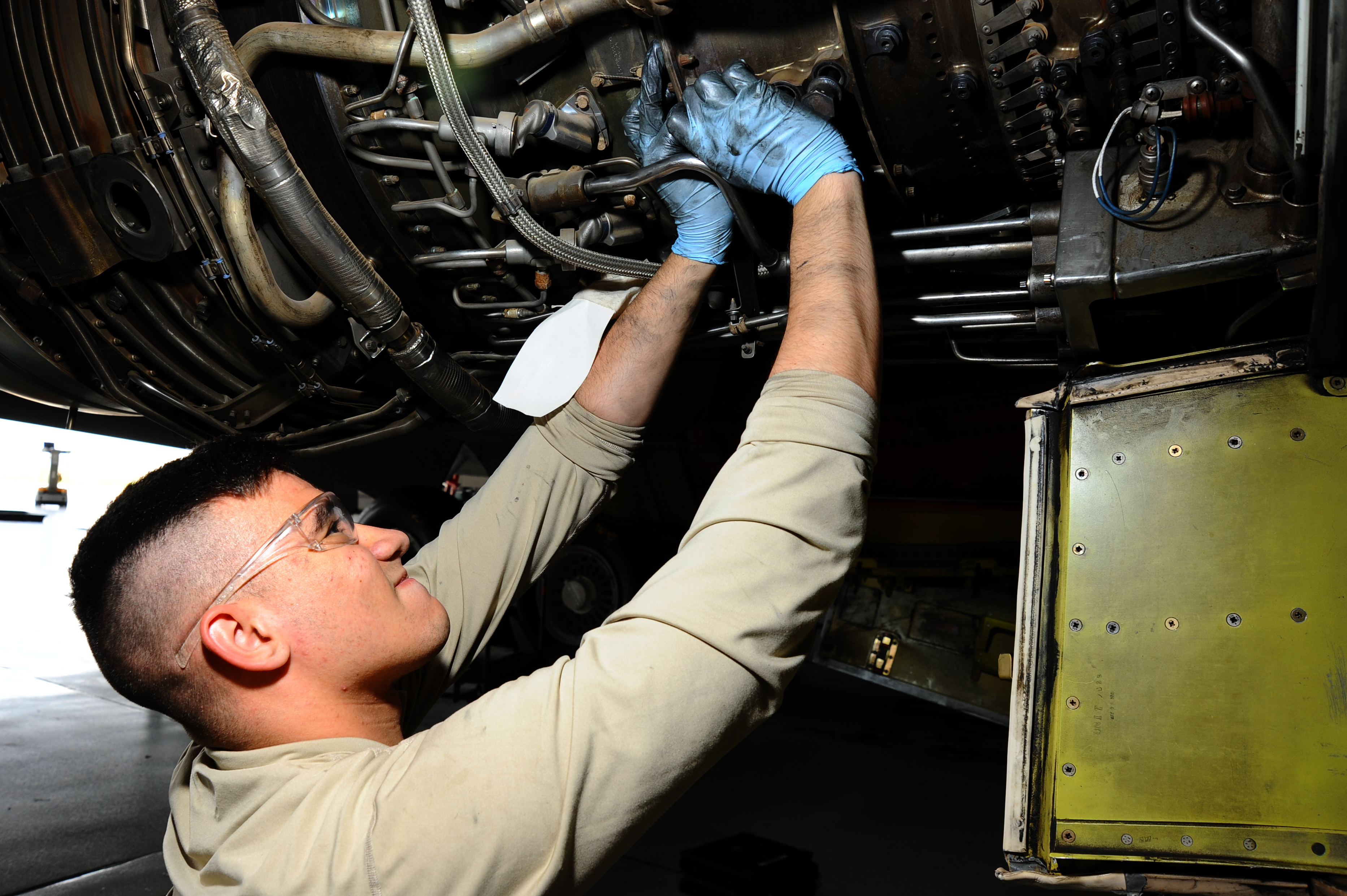
Cambouis présent sur les mains d'un mécanicien de l’U.S. Air Force.

La couleur noire se produit par l'oxydation, par les poussières entraînées et par les particules métalliques arrachées lors des frottements. L'oxydation est apportée par des combustions incomplètes dans le cas d'un moteur par exemple, ou par l'eau de condensation. La viscosité augmente avec la transformation progressive de la graisse ou de l'huile en cambouis cela augmente le frottement des organes mécaniques. Le cambouis doit donc être remplacé lors de vidanges.

## Protection contre la formation de cambouis
Certaines huiles revendiquent une meilleure protection contre l'oxydation et contre les abrasions dues au frottement pour augmenter leur durée de vie et améliorer les rendements mécaniques.

## Expressions
Le cambouis est employé dans les expressions « une tache de cambouis » et « mettre les mains dans le cambouis » qui renvoient toutes deux à la viscosité et à la couleur noire de la matière qui la rend très visible et difficile à nettoyer.